# Bertoldo di Ratisbona

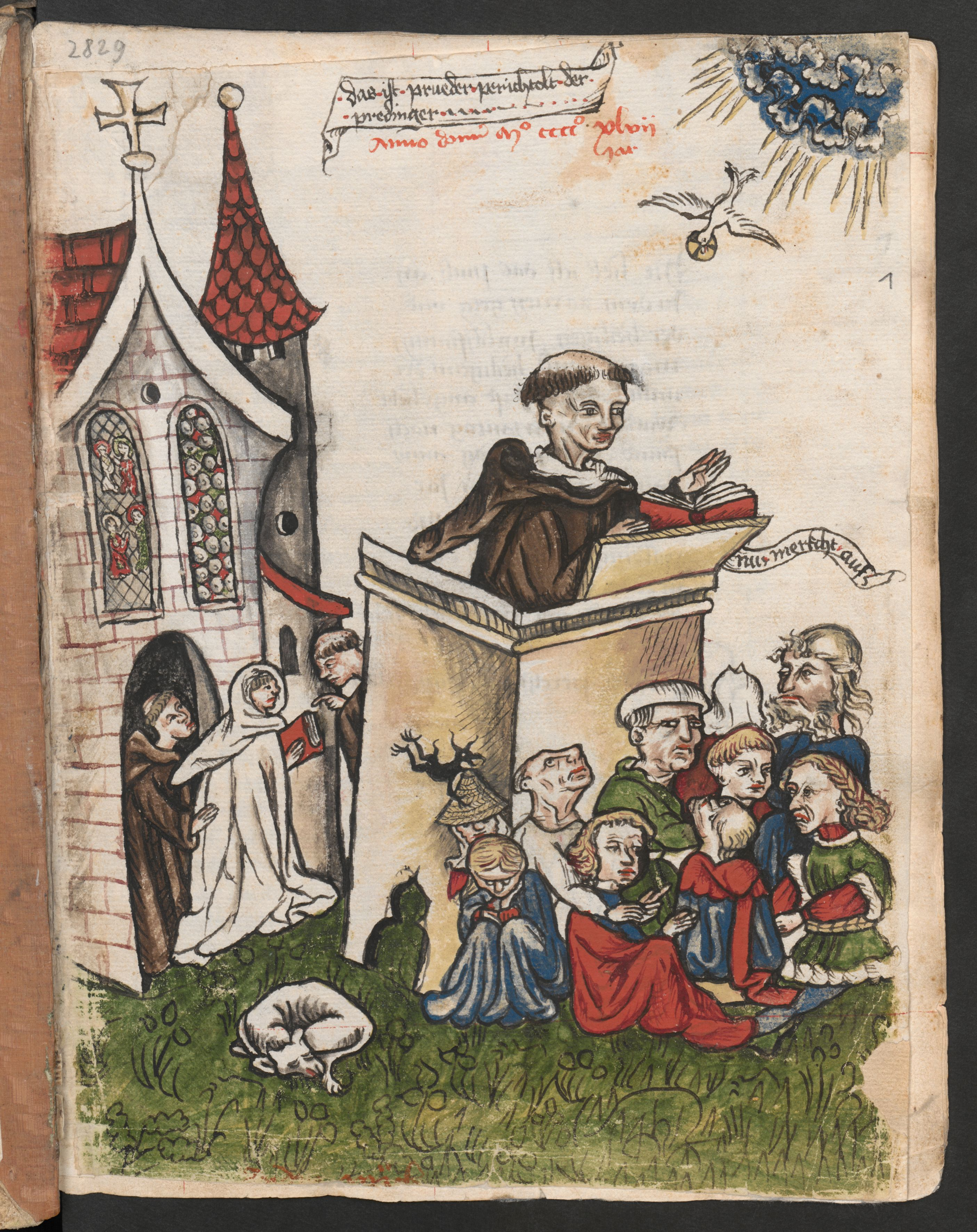
Bertoldo di Ratisbona in una miniatura del 1447

Bertoldo di Ratisbona (Ratisbona, 1220 ca. – Ratisbona, 13 dicembre 1273) è stato un predicatore tedesco.

## Vita
Bertoldo nacque in una famiglia del ceto medio di Ratisbona.
Compiuta la maggiore età, Bertoldo entrò a far parte della comunità francescana fondata a Ratisbona nel 1226, ove conobbe, durante il suo noviziato, il famoso predicatore Davide di Augusta; mentre successivamente, nel 1246, fu eletto abate. Verso la fine del 1250, egli incominciò ad intraprendere la sua carriera da predicatore itinerante, concentrandosi sui territori della Baviera, ove, ad esempio, riuscì a far riappacificare Ottone II con la Chiesa di Roma, i cui rapporti si erano inaspriti a causa della vicinanza del duca ai ghibellini. Successivamente, fra il 1254 e il 1255, Bertoldo si spostò verso ovest, predicando principalmente a Spira, in Alsazia e anche in Svizzera, raggiungendo i cantoni di Argovia, Turgovia e Grigioni. Nel 1260, egli si spostò ancora più lontano, predicando in Austria, Moravia, Ungheria, Slesia, Turingia e probabilmente Boemia. Grazie a tutti questi suoi viaggi, Bertoldo divenne una figura molto popolare sia fra i ceti bassi sia fra i ceti superiori, tanto che nel 1263 venne contattato da papa Urbano IV, il quale gli ordinò di recarsi in Terra santa per evangelizzarla in vista dell'ottava crociata. Dopo alcuni anni, Bertoldo, ammalatosi gravemente, tornò a Ratisbona, ove si spense il 13 dicembre 1272.

## Predicazioni e insegnamenti
L'eterogeneità dei suoi ascoltatori portò Bertoldo a rendere i suoi discorsi e le sue prediche semplici e d'argomento generale. Evitò infatti di sollevare le questioni teologiche, consigliando a tutti i laici di non indagare troppo sui misteri della fede e invitandoli ad abbracciare una fede dogmatica. Seguendo tale impostazione, Bertoldo decise inoltre di non discutere con la gente degli avvenimenti geopolitici dell’epoca, al fine di mantenere il suo messaggio lineare e semplice. Infatti, i suoi sermoni risultano essere chiari, diretti e comprensibili a tutti. In effetti, insieme a Davide si Augusta, Bertoldo fu uno dei primi predicatori a evitare l'uso della lingua latina. I suoi sermoni, di cui settantuno si sono conservati sino a noi, sono scritti in un tedesco puro, totalmente privo di latinismi. Difatti, tutte le sue prediche sono ancora oggi considerate alcuni fra i testi portanti della lingua tedesca. Inoltre, è doveroso sottolineare come lo stile spesso ironico e l'utilizzo di metafore inerenti al mondo contadino abbiano molto aiutato la diffusione delle sue prediche in tutto il Sacro romano impero.
Per quanto gli insegnamenti, i precetti espressi nelle sue prediche risultino essere austeri e molto rigidi. Infatti, Bertoldo esortava tutti gli uomini ad accontentarsi della situazione in cui si trovavano (poiché voluta da Dio), condannando tuttavia i giudici corrotti e gli usurai. Inoltre, Bertoldo spronava le persone a evitare e a emarginare gli ebrei, gli eretici e tutti gli attori che recitano nei teatri profani, poiché questi ultimi distolgono la mente dell'uomo dal pensiero di Dio. In questo contesto, egli condannò duramente, per lo stesso motivo, anche i balli e i tornei e i pettegolezzi delle donne. Durante le sue prediche, Bertoldo citava spesso l'Antico Testamento, commentando alcuni dei passi in esso contenuto allegoricamente.

## Fama
Diversi monaci e storici tedeschi, come Bertoldo il nero ed Ermanno di Niederalteich, elogiarono molto Bertoldo per la sua capacità oratoria, i suoi insegnamenti e il suo carisma e, grazie a questa enorme fama  che ricevette, la tradizione popolare gli attribuì il dono della profezia e il merito di aver compiuto diversi miracoli. Tuttavia la chiesa cattolica non ha mai avviato un processo di canonizzazione nei suoi confronti.